# Aragoral mudejar
Aragoral mudejar és una espècie extinta de mamífer artiodàctil de la família dels bòvids que visqué a la península Ibèrica durant el Miocè superior, fa entre 8,7 i 9,7 milions d'anys. Se n'han trobat restes fòssils a Aragó (Espanya). Es tracta de l'única espècie del gènere Aragoral. Era un caprí de grans dimensions i dents de tipus hipsodont. El nucli de les banyes era més aviat curt. El nom genèric Aragoral és una combinació dels mots Aragón i goral, mentre que el nom específic mudejar és una referència a l'arquitectura mudèjar d'Aragó.